# Taffa
Die Taffa ist ein linker Nebenfluss des Kamp im niederösterreichischen Waldviertel, der das westliche Horner Becken und die daran im Westen anschließende Wild entwässert. Der Name leitet sich von slawisch Dabina ab, was so viel wie „Schluchtbach“ bedeutet. Die Taffa mündet in Rosenburg in den Kamp.

## Quellflüsse
Die Große Taffa entspringt im Gemeindegebiet von Irnfritz südwestlich der Ortschaft Nondorf an der Wild in einer Seehöhe von ca. 520 m ü. A. und weist bis zu ihrer Vereinigung mit der Kleinen Taffa nordöstlich von Frauenhofen eine Fließstrecke von 13 km auf.
Die Kleine Taffa entspringt im Gemeindegebiet von Brunn an der Wild südlich der Ortschaft Wildhäuser in einer Seehöhe von ca. 570 m ü. A. Nach einer Fließstrecke von 19 Kilometern vereinigt sie sich mit der Großen Taffa.
Der Taffabach entspringt im östlichen Teil des Truppenübungsplatzes Allentsteig (politischer Bezirk Zwettl) in einer Seehöhe von ca. 580 m ü. A. und mündet nach 13 Kilometern Fließstrecke nordwestlich der Ortschaft Mahrersdorf in die Kleine Taffa.
Kurioserweise ist die Große Taffa der deutlich kürzeste Quellfluss. Der längste Fließweg ergibt sich über den Taffabach, der bei seiner Vereinigung mit der Kleinen Taffa eine schon rund einen Kilometer längere Fließstrecke aufweist als die Kleine Taffa.

## Verlauf
Ab der Vereinigung von Großer und Kleiner Taffa heißt der Fluss nur noch Taffa. Er durchfließt zuerst die Bezirkshauptstadt Horn. Unterhalb von Horn durchfließt die Taffa ein Kerbtal und mündet im Ortsgebiet von Rosenburg in den Kamp.

## Durchfluss
An zwei Stellen gibt es Durchflussmessstellen. Bei der ersten bei Frauenhofen kurz nach dem Zusammenfluss von Kleiner und Großer Taffa beträgt der mittlere Durchfluss 0,4 m³/s, in Rosenburg vor der Mündung in den Kamp 0,6 m³/s.
Beim Hochwasser am 7. August 2002 betrug in Frauenhofen der gemessene Durchfluss 82,8 m³/s. Am 15. September 2024, während des Hochwassers in Mitteleuropa, war der gemessene Durchfluss um 13 Uhr 84,3 m³/s. Das war der größte gemessene Durchfluss an dieser Messstelle seit Beginn der Messungen. In Rosenburg wurde am 15. September 2024 um 16.00 Uhr ein Durchfluss von 77,8 m³/s angezeigt.

## Wirtschaftliche Bedeutung
Früher gab es entlang der Taffa zahlreiche Mühlen, die heute aber entweder verfallen sind, oder deren Mühlbäche Stromgeneratoren für Privathaushalte betreiben. Die Raschmühle wurde als letzte Handelsmühle 1980 geschlossen.

## Ökologie
Oberhalb von Horn wurden die Taffa und ihre Quellflüsse ab dem Eintritt ins Horner Becken stark reguliert und begradigt. Renaturierungsmaßnahmen erfolgten bisher zögerlich. Der Unterlauf der Großen Taffa wurde naturnah gestaltet, einschließlich strömungsberuhigter Bereiche, und so die Strukturvielfalt wesentlich erhöht.